# Ацетатные волокна
Ацетатные волокна — один из основных видов искусственных волокон; получают из ацетилцеллюлозы. В зависимости от типа исходного сырья различают триацетатное волокно (из триацетилцеллюлозы) и собственно ацетатные волокна (из частично омыленной, то есть вторичной, ацетилцеллюлозы).

## Получение
Ацетатные волокна формируют из растворов ацетилцеллюлозы в органических растворителях (триацетилцеллюлозу — в смеси метиленхлорида и спирта, вторичную ацетилцеллюлозу — в ацетоне), обычно по т. н. сухому методу. По этому методу получают филаментные нити, т. н. ацетатный шёлк. При получении ацетатного штапельного волокна формование ведут по сухому или мокрому методу.

## Свойства
Ацетатные волокна вдвое превосходят вискозные и медноаммиачные волокна по эластичности; поэтому ткани из них отличаются пониженной сминаемостью. Кроме того, ацетатные волокна приятны на ощупь, мягки, обладают способностью пропускать ультрафиолетовые лучи. Окрашиваются ацетатные волокна только специальными типами красителей, которые непригодны для большинства других волокон. Это даёт возможность получать разнообразные колористические эффекты на изделиях из смеси ацетатных волокон и волокон других типов. Триацетатное волокно характеризуется более низкой гигроскопичностью, но большей эластичностью и меньшей сминаемостью, чем изделия из ацетатного волокна. При 65%-ной относительной влажности триацетатное волокно адсорбирует 2,5—3 % влаги, а ацетатное 6—7 %.
Ацетатные волокна растворимы в ацетоне, поэтому чистить их этим растворителем нельзя.

## Недостатки ацетатных волокон
Прочность при разрыве ацетатных волокон невысока (разрывная длина 11—13 мм). Потеря прочности при испытании в мокром состоянии для ацетатного волокна составляет 40—45 %, а для триацетатного 15—20 %. Ацетатные волокна характеризуются недостаточно высокой термостабильностью: выше 160—170 °C изменяется форма изделий из этого волокна, при 210 °C начинается его термический распад. Поэтому изделия из ацетатных волокон можно гладить только через влажную ткань. Ацетатные волокна малоустойчивы к действию даже разбавленных растворов щелочей, например, стиральной соды. К недостаткам изделий из ацетатных волокон относятся также низкая устойчивость к истиранию и высокая электризуемость. Для устранения этих недостатков используют методы химической модификации ацетилцеллюлозы.

## Применение
Основные области применения ацетатных волокон — изготовление изделий широкого потребления (верхней одежды, женского нижнего белья, подкладочных и платяных тканей). Ацетатное штапельное волокно применяют для частичной замены шерсти при изготовлении тонких сукон и некоторых трикотажных изделий. Использование ацетатных волокон позволяет снижать сминаемость изделий. Триацетатные гидрофобные нити применяют как электроизоляционный материал. Также из ацетатных волокон производят сигаретные фильтры.

## Производство
Производство ацетатных волокон до 1957 года бурно развивалось благодаря безвредности и простоте производства, ценным свойствам этих волокон, а также дешевизне исходного сырья. В дальнейшем развитие производства ацетатных волокон замедлилось в связи с появлением новых ценных типов синтетических волокон. Также капроновые волокна применяются в производстве колготок.